# Кејси (Јужна Каролина)
Кејси (енгл. Cayce) град је у америчкој савезној држави Јужна Каролина.

## Демографија
По попису из 2010. године број становника је 12.528, што је 378 (3,1%) становника више него 2000. године.
| Група             | 2000.         | 2010.         |
| Белци             | 8.990 (74,0%) | 8.355 (66,7%) |
| Афроамериканци    | 2.734 (22,5%) | 3.150 (25,1%) |
| Азијати           | 131 (1,1%)    | 236 (1,9%)    |
| Хиспаноамериканци | 155 (1,3%)    | 539 (4,3%)    |
| Укупно            | 12.150        | 12.528        |